# هلكورد ملا محمد
هلكورد ملا محمد لاعب كرة قدم عراقي ذو أصول كردية يلعب في نادي السليمانية العراقي.ولعب معهم حتى عام يوليو 2009 ويلعب الآن مع نادي أربيل العراقي.
هو أخ اللاعب هوار ملا محمد.

## روابط خارجية
- هلكورد ملا محمد على موقع الاتحاد الدولي (مؤرشف)  (الإنجليزية)
- هلكورد ملا محمد على موقع قاعدة بيانات كرة القدم.إي يو (الإنجليزية)
- هلكورد ملا محمد على موقع ناشيونال فوتبول تيمز (الإنجليزية)
- هلكورد ملا محمد على موقع عالم كرة القدم.نت (الإنجليزية)
- هلكورد ملا محمد على موقع كووورة